# Gyroplane Breguet-Richet

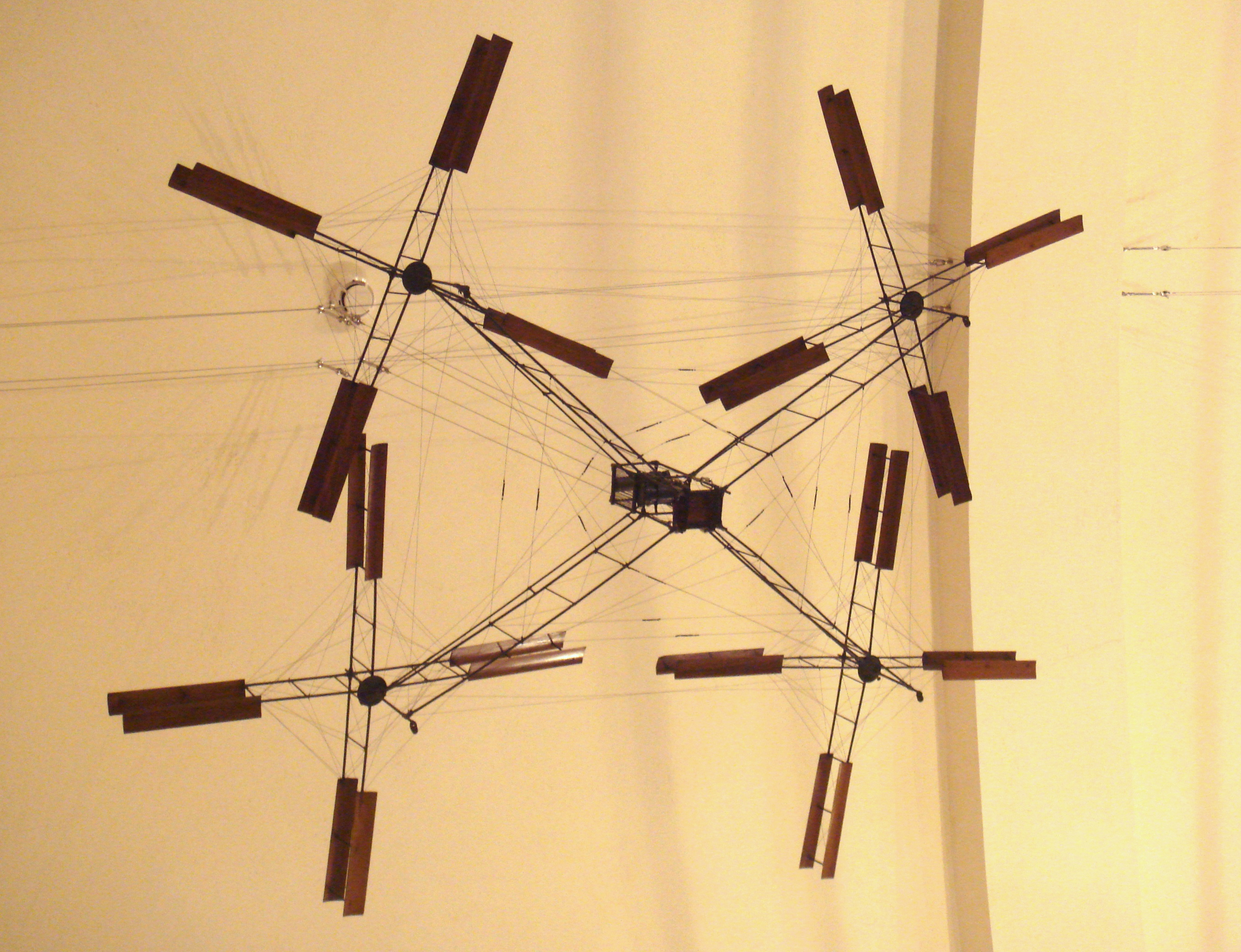
Le Breguet-Richet no 1 (1907)

Le gyroplane est un aéronef à voilure tournante conçu par Louis Charles Breguet en 1907.

## Présentation

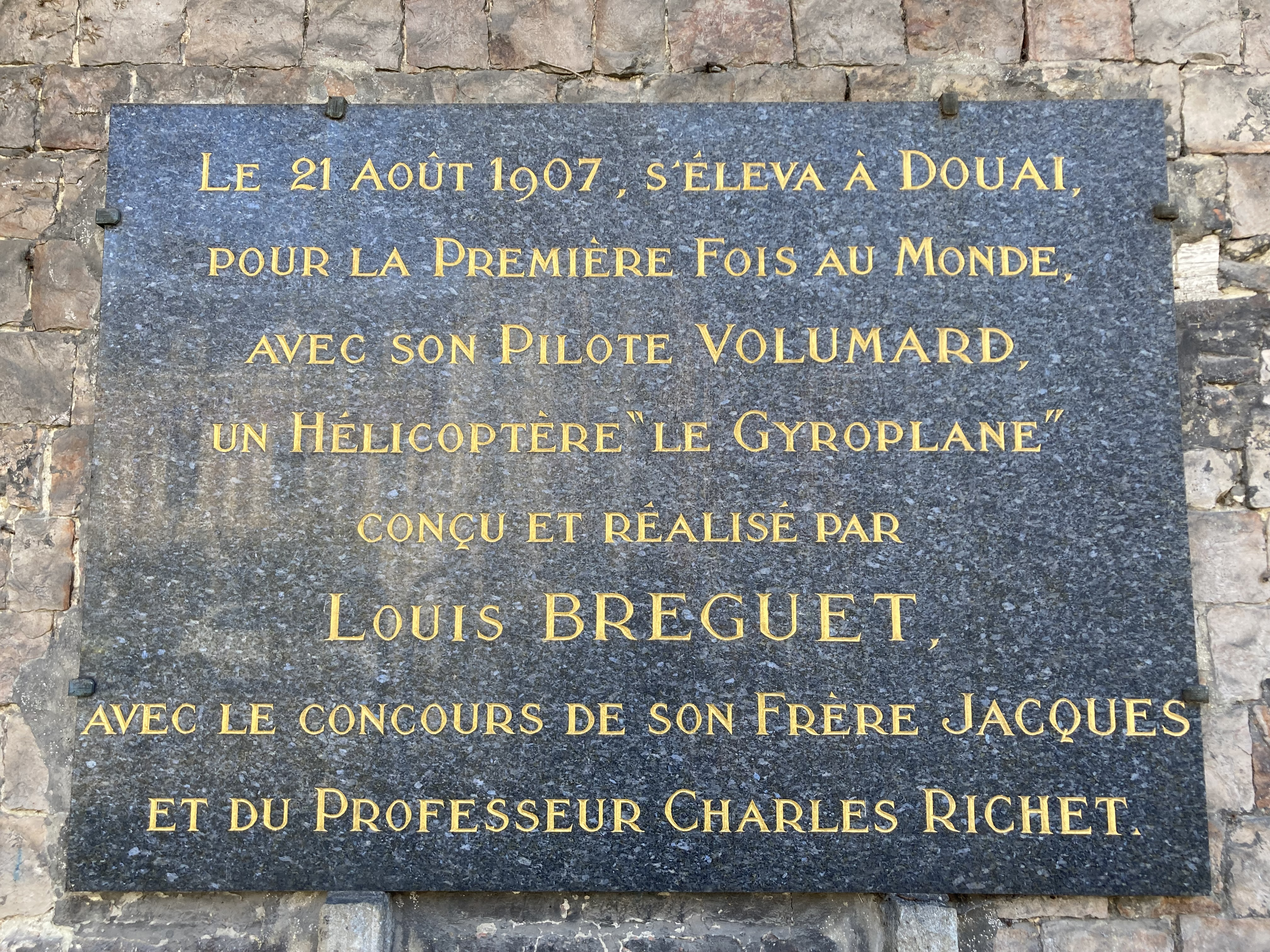
Plaque commémorative du premier vol du Gyroplane en 1907 à Douai.

Le Gyroplane Breguet-Richer no 1, construit en 1907, est décrit par Louis Breguet qui conçoit le premier quadrirotor de l'histoire. Il s'inspire non de Léonard de Vinci mais de Jules Verne, qui évoque cette technique dans le roman de science-fiction Robur le Conquérant. L’appareil à voilures tournantes était muni d’un moteur de 45 ch et était équipé de quatre hélices bipennes (appelées gyroptères) de 8,10 m de diamètre. Ainsi l’appareil disposait de 4 × 8 = 32 ailes. L’appareil fait ses premiers essais en mai et juin 1907. Le 24 août 1907 à Douai, un premier envol à 50 cm de hauteur est réussi dans la cour de l'usine de la maison Breguet, puis 1,50 m le 24 septembre (témoignage de Jean Boulet, l’un des quatre assistants qui tenaient le gyroplane — celui-ci ayant comme unique commande la manette de puissance du moteur Antoinette de 40 ch, avec à son bord l'ingénieur Volumard). 
En 1908, Breguet construit le Gyroplane Breguet-Richet no 2 avec simplement deux voilures tournantes de 8 mètres de diamètre, encadrées par des ailes fixes et équipé d'un gouvernail. En 1909, le no 2 bis est construit entièrement en acier et en aluminium, c'est une machine à mi-chemin entre gyroplane et aéroplane. Il décide ensuite de passer aux aéroplanes, le gyroplane étant trop complexe et trop coûteux à réaliser.
Dans les années 1930, Louis Breguet renoue avec le vol vertical et recrute une équipe menée par René Dorand. En novembre 1933, ils terminent la construction d'un hélicoptère coaxial, appareil équipé de deux rotors superposés : les deux hélices tournent en sens inverse et peuvent être débrayées en cas de panne moteur. Bréguet a compris le problème de la voilure tournante : les pales sont articulées en battement et en incidence, il invente et fait breveter le pas cyclique. Après un premier incident en 1933 et de nombreux essais au sol, l'appareil, appelé le « Gyroplane Laboratoire », réussit son premier vol en 1935. En 1936, piloté par Maurice Claisse, il réussira à voler pendant une heure, à atteindre la vitesse de 121 km/h, et battra le 26 septembre le record d’altitude en montant à 158 mètres. L'appareil restera une machine expérimentale jusqu’en 1939.